# Blechnum fuscosquamosum
Blechnum fuscosquamosum är en kambräkenväxtart som beskrevs av A. Rojas. Blechnum fuscosquamosum ingår i släktet Blechnum och familjen Blechnaceae. Inga underarter finns listade.